# آتشفشان کوشلف
آتشفشان کوشلف (انگلیسی: Koshelev) یک کوه آتشفشانی در شبه‌جزیره کامچاتکای کشور روسیه است.